# دائرة هنين
دائرة هنين إحدى دوائر ولاية تلمسان عاصمتها هنين. وتضم كل من بلديات:	
- هنين
- بني خلاد